# امگا دوشیزه
امگا دوشیزه یک ستاره است که در صورت فلکی دوشیزه قرار دارد.